# Biblioteca Breve
Die Colecção Biblioteca Breve ist eine portugiesische Buchreihe, die in den Jahren 1974 bis 1992 vom Instituto de Cultura Portuguesa (ICAP; Portugiesisches Kulturinstitut) und später Instituto de Cultura e Língua Portuguesa (ICALP; Portugiesisches Sprach- und Kulturinstitut) herausgegeben wurde. Sie hat die Unterreihen: Literatura, Artes Visuais, Música, Pensamento e Ciência, Lingua Portuguesa, História (Literatur, Bildende Kunst, Musik, Philosophie und Wissenschaft, portugiesische Sprache, Geschichte), ist jedoch fortlaufend nummeriert. Einige Bände sind illustriert. Einige der Bände erlebten mehrere Auflagen. Die folgende Übersicht mit den vom Portugiesischen Sprach- und Kulturinstitut (ICALP) herausgegebenen Werken erhebt keinen Anspruch auf Aktualität oder Vollständigkeit:

## Bände
1974 bis 1992
- 001 Originalidade da Literatura Portuguesa (A). Jacinto do Prado Coelho. Lisboa, Instituto de Cultura e Língua Portuguesa, 3ª ed., 1992
- 002 Livros de Viagens em Portugal no Século XVII e a sua Projecção Europeia. Castelo Branco Chaves. Lisboa, Instituto de Cultura e Língua Portuguesa, 2ª ed., 1987
- 003 Cronistas do Século XV Posteriores a Fernão Lopes. Joaquim Veríssimo Serrão. Lisboa, Instituto de Cultura Portuguesa, 1977
- 004 Geração de 70 (A). Uma Revolução Cultural e Literária. Álvaro Manuel Machado. Lisboa, Instituto de Cultura e Língua Portuguesa, 3ª ed., 1986
- 005 Primitivo Teatro (O). Luiz Francisco Rebello. Lisboa, Instituto de Cultura Portuguesa, 1977
- 006 Literaturas Africanas de Expressão Portuguesa I. Manuel Ferreira. Lisboa, Instituto de Cultura Portuguesa, 1977
- 007 Literaturas Africanas de Expressão Portuguesa II. Manuel Ferreira. Lisboa, Instituto de Cultura Portuguesa, 1977
- 008 Sátira na Literatura Medieval Portuguesa, Séculos XII e XIV (A). Mário Martins. Lisboa, Instituto de Cultura e Língua Portuguesa, 2ª ed., 1986
- 009 Segundo Modernismo em Portugal (O). Eugénio Lisboa. Lisboa, Instituto de Cultura e Língua Portuguesa, 2ª ed., 1984
- 010 Movimento Neo-Realista em Portugal na sua Primeira Fase (O). Alexandre Pinheiro Torres. Lisboa, Instituto de Cultura e Língua Portuguesa, 2ª ed., 1983
- 011 Breve História do Cinema Português – 1896/1962. Alves Costa. Lisboa, Instituto de Cultura Portuguesa, 1977
- 012 Reconstrução de Lisboa e a Arquitectura Pombalina (A). José-Augusto França. Lisboa, Instituto de Cultura e Língua Portuguesa, 3ª ed., 1989
- 013 Ideias Económicas no Portugal Medievo, Séc. XII a XV (As). Armando Castro. Lisboa, Instituto de Cultura e Língua Portuguesa, 2ª ed., 1989
- 014 Novelística Portuguesa Contemporânea (A). Álvaro Manuel Machado. Lisboa, Instituto de Cultura e Língua Portuguesa, 2ª ed., 1984
- 015 Riso, o Sorriso e a Paródia na Literatura Portuguesa de Quatrocentos (O). Mário Martins. Lisboa, Instituto de Cultura Portuguesa, 1978
- 016 Teatro Naturalista e Neo-Romântico (1870–1910) (O). Luiz Francisco Rebello. Lisboa, Instituto de Cultura Portuguesa, 1978
- 017 Esboço Histórico das Ciências Sociais em Portugal. Victor de Sá. Lisboa, Instituto de Cultura Portuguesa, 1978
- 018 Gramáticos Portugueses do Século XVI. Maria Leonor Carvalhão Buescu. Lisboa, Instituto de Cultura Portuguesa, 1978
- 019 Para a História da Literatura Popular Portuguesa. Mário Viegas Guerreiro. Lisboa, Instituto de Cultura Portuguesa, 1978
- 020 Pensamento Pedagógico em Portugal (O). Rogério Fernandes. Lisboa, Instituto de Cultura Portuguesa, 1978
- 021 Memorialistas Portugueses. Castelo Branco Chaves. Lisboa, Instituto de Cultura Portuguesa, 1978
- 022 José Régio - Uma Literatura Viva. Eugénio Lisboa. Lisboa, Instituto de Cultura Portuguesa, 1978
- 023 Cancioneiro Popular em Portugal (O). Maria Arminda Zaluar Nunes. Lisboa, Instituto de Cultura Portuguesa, 1978
- 024 Novelística Portuguesa do Século XVI (A). Ettore Finazzi-Agrò. Lisboa, Instituto de Cultura Portuguesa, 1978
- 025 Doutrinas Económicas em Portugal (Séc. XVI a XVIII). Armando Castro. Lisboa, Instituto de Cultura Portuguesa, 1978
- 026 Música Tradicional Portuguesa - Cantares do Baixo Alentejo. João Ranita da Nazaré. Lisboa, Instituto de Cultura Portuguesa, 1979
- 027 Trajectória da Dança Teatral em Portugal. José Sasportes. Lisboa, Instituto de Cultura Portuguesa, 1979
- 028 Arte Portuguesa de Oitocentos (A). José-Augusto França. Lisboa, Instituto de Cultura e Língua Portuguesa, 3ª ed., 1992
- 029 Épica Medieval Portuguesa (A). António José Saraiva. Lisboa, Instituto de Cultura Portuguesa, 1979
- 030 Navegações Atlânticas no Século XV (As). Manuel Fernandes Costa. Lisboa, Instituto de Cultura Portuguesa, 1979
- 031 Francesismo na Literatura Portuguesa (O) Álvaro. Manuel Machado. Lisboa, Instituto de Cultura e Língua Portuguesa, 1984
- 031 Garcia de Resende e o Cancioneiro Geral. Andrée Crabbé Rocha. Lisboa, Instituto de Cultura Portuguesa, 1979
- 032 “Horror” na Literatura Portuguesa (O). Maria Leonor Machado de Sousa. Lisboa, Instituto de Cultura Portuguesa, 1979
- 033 Aspectos da Herança Clássica na Cultura Portuguesa. Maria Leonor Carvalhão Buescu. Lisboa, Instituto de Cultura Portuguesa, 1979
- 034 Historiografia Sociológica de António Sérgio (A). Victor de Sá. Lisboa, Instituto de Cultura Portuguesa, 1979
- 035 Bíblia na Literatura Medieval Portuguesa (A). Mário Martins. Lisboa, Instituto de Cultura Portuguesa, 1979
- 036 Origens do Romantismo em Portugal (As). Álvaro Manuel Machado. Lisboa, Instituto de Cultura Portuguesa, 1979
- 037 Pedagogia Portuguesa Contemporânea (A). Rogério Fernandes. Lisboa, Instituto de Cultura Portuguesa, 1979
- 038 Literatura Novelística na Idade Média Portuguesa (A). Luciano Rossi. Lisboa, Instituto de Cultura Portuguesa, 1979
- 039 Romantismo e Realismo na Obra de Júlio Dinis. Maria Lúcia Lepecki. Lisboa, Instituto de Cultura Portuguesa, 1979
- 040 Teatro Simbolista e Modernista (O). Luiz Francisco Rebello. Lisboa, Instituto de Cultura Portuguesa, 1979
- 041 Relatos de Naufrágios na Literatura Portuguesa dos Séc. XVI e XVII (Os). Giulia Lanciani. Lisboa, Instituto de Cultura Portuguesa, 1979
- 042 Música na Obra de Camões (A). João de Freitas Branco. Lisboa, Instituto de Cultura Portuguesa, 1979
- 043 Modernismo na Arte Portuguesa (O). José-Augusto França. Lisboa, Instituto de Cultura e Língua Portuguesa, 3ª ed., 1991
- 044 Pintura e Escultura em Portugal - 1940/1980. Rui Mário Gonçalves. Lisboa, Instituto de Cultura e Língua Portuguesa, 3ª ed., 1991
- 045 Romance Histórico no Romantismo (O). Castelo Branco Chaves. Lisboa, Instituto de Cultura Portuguesa, 1979
- 046  Descobrimento da América e o Tratado de Tordesilhas (O). Manuel Fernandes Costa. Lisboa, Instituto de Cultura Portuguesa, 1979
- 047 Breve História da Olisipografia. Fernando Castelo Branco. Lisboa, Instituto de Cultura Portuguesa, 1980
- 048 Pensamento Económico no Portugal Moderno (O). Armando Castro. Lisboa, Instituto de Cultura Portuguesa, 1980
- 049 Verney e a Projecção da Sua Obra. António A. Banha de Andrade. Lisboa, Instituto de Cultura Portuguesa, 1980
- 050 Introdução à Poesia de Luís de Camões. Maria Vitalina Leal de Matos. Lisboa, Instituto de Cultura e Língua Portuguesa, 3ª ed., 1992
- 051 Teatro Romântico (1838–1869) (O). Luiz Francisco Rebello. Lisboa, Instituto de Cultura Portuguesa, 1980, n.º 51, 146 p.
- 052 Vanguardas na Poesia Portuguesa do Século XX (As). E. M. de Melo e Castro. Lisboa, Instituto de Cultura e Língua Portuguesa, 2ª ed., 1987
- 053 Lisboa: Urbanismo e Arquitectura. José-Augusto França. Lisboa, Instituto de Cultura e Língua Portuguesa, 1980
- 54 Breve História da Censura Literária em Portugal. Graça Almeida Rodrigues. Lisboa, Instituto de Cultura e Língua Portuguesa, 1980
- 055 Poesia Portuguesa: Do „Orpheu“ ao Neo-Realismo. Eugénio Lisboa. Lisboa, Instituto de Cultura e Língua Portuguesa, 2ª ed., 1986
- 056 Música Tradicional Açoriana. J. M. Bettencourt da Câmara. Lisboa, Instituto de Cultura e Língua Portuguesa, 2ª ed., 1980
- 057 Fernão Mendes Pinto – Sátira e Anti-Cruzada na „Peregrinação“. Rebecca Catz. Lisboa, Instituto de Cultura e Língua Portuguesa, 1981
- 058 António Vieira. O Homem, a Obra, as Ideias. José van den Besselaar. Lisboa, Instituto de Cultura e Língua Portuguesa, 1981
- 059 Do Pícaro na Literatura Portuguesa. João Palma-Ferreira. Lisboa, Instituto de Cultura e Língua Portuguesa, 1981
- 060 Camões no Portugal de Quinhentos. J. S. da Silva Dias. Lisboa, Instituto de Cultura e Língua Portuguesa, 1981
- 061 Índices Expurgatórios e a Cultura Portuguesa (Os) Raul Rêgo. Lisboa, Instituto de Cultura e Língua Portuguesa, 1982
- 062 Francisco de Holanda - Vida, Pensamento e Obra. José Stichini Vilela. Lisboa, Instituto de Cultura e Língua Portuguesa, 1982
- 063 Física Experimental em Portugal no Século XVIII (A). Rómulo de Carvalho. Lisboa, Instituto de Cultura e Língua Portuguesa, 1982
- 064 Crítica Camoniana no Século XVII (A). Maria Lucília Gonçalves Pires. Lisboa, Instituto de Cultura e Língua Portuguesa, 1982,
- 065 Pintura Maneirista em Portugal (A). Vítor Serrão. Lisboa, Instituto de Cultura e Língua Portuguesa, 2ª ed., 1991
- 066 Simbolismo na Obra de Camilo Pessanha (O). Barbara Spaggiari Trad. Carlos Moura. Lisboa, Instituto de Cultura e Língua Portuguesa, 1982
- 067 Gil Vicente - O Autor e a Obra. Paul Teyssier. Trad. Álvaro Salema. Lisboa, Instituto de Cultura e Língua Portuguesa, 1982
- 068 Salazarismo e Artes Plásticas. Artur Portela. Lisboa, Instituto de Cultura e Língua Portuguesa, 2ª ed., 1987
- 069 Danças Populares Portuguesas. Tomaz Ribas. Lisboa, Instituto de Cultura e Língua Portuguesa, 1982
- 070 Egas Moniz, Pioneiro de Descobrimentos Médicos. Barahona Fernandes. Lisboa, Instituto de Cultura e Língua Portuguesa, 1983
- 071 Estudo das Línguas Exóticas no Século XVI (O). Maria Leonor Carvalhão Buescu. Lisboa, Instituto de Cultura e Língua Portuguesa, 1983
- 072 Mito do Oriente na Literatura Portuguesa (O). Álvaro Manuel Machado Lisboa, Instituto de Cultura e Língua Portuguesa, 1983
- 073 Ciência e Experiência nos Descobrimentos Portugueses. Luís de Albuquerque. Lisboa, Instituto de Cultura e Língua Portuguesa, 1983
- 074 Novas Coordenadas no Romance. Roxana Eminescu. Lisboa, Instituto de Cultura e Língua Portuguesa, 1983
- 075 Frei Manuel Cardoso, compositor português – 1566–1650. José Augusto Alegria. Lisboa, Instituto de Cultura e Língua Portuguesa, 1983
- 076 Teatro Clássico em Portugal no Século XVI (O). Adrien Roig. Lisboa, Instituto de Cultura e Língua Portuguesa, 1983
- 077 Poesia e Dramaturgia Populares no Século XVI - Baltasar Dias. Alberto Figueira Gomes. Lisboa, Instituto de Cultura e Língua Portuguesa, 1983
- 078 Vinte Anos de Cinema (1962–1982). Eduardo Prado Coelho. Lisboa, Instituto de Cultura e Língua Portuguesa, 1983
- 079 Emigração Portuguesa - Suas Origens e Distribuição (A). Jorge Arroteia. Lisboa, Instituto de Cultura e Língua Portuguesa, 1983
- 081 Imagens de Portugal na Cultura Francesa. Daniel-Henri Pageaux. Trad. Álvaro Manuel Machado. Lisboa, Instituto de Cultura e Língua Portuguesa, 1983
- 082 Pessoa e a Moderna Poesia Portuguesa (Do Orpheu a 1960). Fernando J. B. Martinho. Lisboa, Instituto de Cultura e Língua Portuguesa, 1983
- 083 Pensamento Filosófico-Jurídico Português. António Braz Teixeira. Lisboa, Instituto de Cultura e Língua Portuguesa, 1983
- 084 Eufemismo e Disfemismo no Português Moderno (O). Heinz Kröll. Lisboa, Instituto de Cultura e Língua Portuguesa, 1984
- 085 Língua Portuguesa, Espaço de Comunicação (A). Maria Leonor Carvalhão Buescu. Lisboa, Instituto de Cultura e Língua Portuguesa, 1984
- 086 Polifonistas Portugueses. José Augusto Alegria. Lisboa, Instituto de Cultura e Língua Portuguesa, 1984
- 087 Renascença Portuguesa - Teixeira Rêgo (A). Pinharanda Gomes. Lisboa, Instituto de Cultura e Língua Portuguesa, 1984
- 088 Raul Brandão entre o Romantismo e o Modernismo. Álvaro Manuel Machado. Lisboa, Instituto de Cultura e Língua Portuguesa, 1984
- 089 Hagiografia Medieval Portuguesa. Maria Clara de Almeida Lucas. Lisboa, Instituto de Cultura e Língua Portuguesa, 1984
- 090 Monges de S. Jerónimo em Portugal na Época do Renascimento (Os). Cândido Dias Santos. Lisboa, Instituto de Cultura e Língua Portuguesa, 1984
- 091 Emigração Francesa em Portugal Durante a Revolução (A). Castelo Branco Chaves. Lisboa, Instituto de Cultura e Língua Portuguesa, 1984
- 092 Primórdios da Ciência Química em Portugal. A. M. Amorim da Costa. Lisboa, Instituto de Cultura e Língua Portuguesa, 1984
- 093 Evolução Demográfica Portuguesa (A). Jorge Carvalho Arroteia. Lisboa, Instituto de Cultura e Língua Portuguesa, 1984
- 094 Para a Sociologia da Música Tradicional Açoriana. J. M. Bettencourt da Câmara. Lisboa, Instituto de Cultura e Língua Portuguesa, 1984
- 095 Influência da Cultura Portuguesa em Macau (A). Rafael Ávila de Azevedo. Lisboa, Instituto de Cultura e Língua Portuguesa, 1984
- 096 Inês de Castro na Literatura Portuguesa. Maria Leonor Machado de Sousa. Lisboa, Instituto de Cultura e Língua Portuguesa, 1984
- 097 Breve História da Literatura para Crianças em Portugal. Natércia Rocha. Lisboa, Instituto de Cultura e Língua Portuguesa, 2ª ed., 1992
- 098 João de Santo Tomás na Filosofia do Séc. XVII. Pinharanda Gomes. Lisboa, Instituto de Cultura e Língua Portuguesa, 1985
- 099 Vida e Obra de Pedro Nunes. Manuel Sousa Ventura. Lisboa, Instituto de Cultura e Língua Portuguesa, 1985
- 100 Astronomia em Portugal no Século XVIII (A). Rómulo de Carvalho. Lisboa, Instituto de Cultura e Língua Portuguesa, 1985
- 101 Ensino e Prática da Música nas Sés de Portugal (O) José Augusto Alegria. Lisboa, Instituto de Cultura e Língua Portuguesa, 1985
- 102 Garcia d’Orta e Amato Lusitano na Ciência do seu Tempo. A. J. Andrade de Gouveia. Lisboa, Instituto de Cultura e Língua Portuguesa, 1985
- 103 Arquitectura Barroca em Portugal. José-Fernandes Pereira. Lisboa, Instituto de Cultura e Língua Portuguesa, 1986
- 104 Romantismo na Poesia Portuguesa (De Garrett a Antero (O)). Álvaro Manuel Machado. Lisboa, Instituto de Cultura e Língua Portuguesa, 1986
- 105 Literatura Visionária na Idade Média Portuguesa (A). Maria Clara de Almeida Lucas. Lisboa, Instituto de Cultura e Língua Portuguesa, 1986
- 106 Escritores Políticos de Seiscentos. Iva Delgado. Lisboa, Instituto de Cultura e Língua Portuguesa, 1986
- 107 João de Araújo Correia - Um Clássico Contemporâneo. João Bigotte Chorão. Lisboa, Instituto de Cultura e Língua Portuguesa, 1986
- 108 Temas de Antropologia em Oliveira Martins. Manuel Viegas Guerreiro. Lisboa, Instituto de Cultura e Língua Portuguesa, 1986
- 109 Guilherme de Azevedo na Geração de 70. Maria das Graças Moreira de Sá. Lisboa, Instituto de Cultura e Língua Portuguesa, 1986
- 110 Sebastianismo - História Sumária (O). José van den Besselaar. Lisboa, Instituto de Cultura e Língua Portuguesa, 1987
- 111 Música para Piano de Francisco de Lacerda (A). J. M. Bettencourt da Câmara. Lisboa, Instituto de Cultura e Língua Portuguesa, 1987
- 112 História Natural em Portugal no Século XVIII (A). Rómulo de Carvalho. Lisboa, Instituto de Cultura e Língua Portuguesa, 1987
- 113 Falares Emigreses - Uma Abordagem ao seu Estudo. Eduardo Mayone Dias. Lisboa, Instituto de Cultura e Língua Portuguesa, 1989, ISBN 972-566-137-0
- 114 Percurso Sentimental de Cesário Verde (O). Sílvio Castro. Lisboa, Instituto de Cultura e Língua Portuguesa, 1990, ISBN 972-566-143-5
- 115 Paródia em Novelas-Folhetins Camilianas. José Édil de Lima Alves. Lisboa, Instituto de Cultura e Língua Portuguesa, 1990, ISBN 972-566-141-9
- 116 Movimento «57» na Cultura Portuguesa (O). Manuel Gama. Lisboa, Instituto de Cultura e Língua Portuguesa, 1991, ISBN 972-566-148-6
- 117 Sistema Filosófico de Silvestre Pinheiro Ferreira (O). Nady Moreira Domingues da Silva. Lisboa, Instituto de Cultura e Língua Portuguesa, 1990, ISBN 972-566-145-1
- 118 Da Saudade ao Saudosismo. Afonso Botelho. Lisboa, Instituto de Cultura e Língua Portuguesa, 1990, ISBN 972-566-139-7
- 119 Raízes Arcaicas da Epopeia Portuguesa e Camoniana. Dalila Pereira da Costa. Lisboa, Instituto de Cultura e Língua Portuguesa, 1990, ISBN 972-566-147-8
- 120 Teatro de Camilo (O). Luiz Francisco Rebello. Lisboa, Instituto de Cultura e Língua Portuguesa, 1991, ISBN 972-566-163-X
- 121 Carlos Malheiro Dias na Ficção e na História. João Bigotte Chorão. Lisboa, Instituto de Cultura e Língua Portuguesa, 1992, ISBN 972-566-178-8
- 122 Introdução à Lírica de Camões. Leodegário A. de Azevedo Filho. Lisboa, Instituto de Cultura e Língua Portuguesa, 1990, ISBN 972-566-149-4
- 123 Filosofia Brasileira (A). António Paim. Lisboa, Instituto de Cultura e Língua Portuguesa, 1991, ISBN 972-566-162-1
- 124 Simbolismo no Teatro Português (O). Duarte Ivo Cruz. Lisboa, Instituto de Cultura e Língua Portuguesa, 1991, ISBN 972-566-131-1
- 125 Perceval e Galaaz, Cavaleiros do Graal. Maria Gabriela Buescu. Lisboa, Instituto de Cultura e Língua Portuguesa, 1991, ISBN 972-566-152-4
- 126 Sextina em Portugal nos Séculos XVI e XVII (A). António Cirurgião. Lisboa, Instituto de Cultura e Língua Portuguesa, 1992
- 127 Introdução ao Estudo da Heráldica. Marquês de Abrantes. Lisboa, Instituto de Cultura e Língua Portuguesa, 1992, ISBN 972-566-166-4
- 128 Conimbricenses (Os). Pinharanda Gomes. Lisboa, Instituto de Cultura e Língua Portuguesa, 1992, ISBN 972-566-181-8
- 129 Fantástico nos Contos de Álvaro do Carvalhal (O). Maria do Nascimento Oliveira. Lisboa, Instituto de Cultura e Língua Portuguesa, 1992, ISBN 972-566-185-0
- 130 Relações Literárias de Portugal com o Brasil (As). João Alves das Neves. Lisboa, Instituto de Cultura e Língua Portuguesa, 1992, ISBN 972-566-189-3